# Gyrineum gyrinum
Gyrineum gyrinum is een slakkensoort uit de familie Cymatiidae. De wetenschappelijke naam van de soort werd gepubliceerd in 1758 door Linnaeus in de tiende editie van Systema naturae als Murex gyrinus.